# Eleccions legislatives portugueses de 1980
Les eleccions legislatives portugueses de 1980 es van celebrar el 15 d'octubre de 1980, i hi va guanyar, Aliança Democrática, formada pel PSD, CDS i PPM, que assolí gairebé el 45% dels vots.
Els líders dels partits més votats foren:
- Aliança Democrática (AD), Francisco Sá Carneiro.
- FRS, Mário Soares.
- APU, Álvaro Cunhal.

Amb la victòria d'Aliança Democrática (AD), Francisco Sá Carneiro, membre del PSD fou nomenat Primer Ministre de Portugal per segon cop.

## Resultats
| ' | ' |

| ' | ' |

| ' | ' |

| ' | ' |

| ' | ' |

| ' | ' |

| ' | ' |

| ' | ' |

| ' | ' |

| ' | ' |

| ' | ' |

| ' | ' |

| ' | ' |

| ' | ' |

| ' | ' |

| ' | ' |

| ' | ' |

| ' | ' |

| ' | ' |

| ' | ' |

| ' | ' |

| ' | ' |

| ' | ' |

| ' | ' |

| ' | ' |

| ' | ' |

| ' | ' |

| ' | ' |

| ' | ' |

| ' | ' |

| ' | ' |

| ' | ' |

| ' | ' |

| ' | ' |